# Ikwezi
Ikwezi (officieel Ikwezi Local Municipality) is een voormalige gemeente in het Oost-Kaapse district Sarah Baartman in Zuid-Afrika. De nieuwe gemeente heet Dr Beyers Naudé.

## Hoofdplaatsen
Het nationaal instituut voor de statistiek, Stats SA, deelt sinds de census 2011 de 10.500 inwoners in in 6 zogenaamde hoofdplaatsen (main place):
Ikwezi NU • Jansenville • Klipplaat • KwaZamukucinga • Waterford • Wongalethu.